# Пак Сон Хьок
Пак Сон Хьок (кор. 박승혁; народився 30 травня 1990; Пхеньян, КНДР) — північнокорейський футболіст. Грає на позиціях захисника та півзахисника в кесонському клубі «Собексу» та національній збірній Корейської Народно-Демократичної Республіки.